# Vireo nanus
A Vireo nanus a madarak osztályának verébalakúak (Passeriformes) rendjébe és a lombgébicsfélék (Vireonidae) családja tartozó faj.

## Rendszerezése
A fajt George Newbold Lawrence amerikai ornitológus írta le 1875-en, az Empidonax nembe Empidonax nanus néven.

## Előfordulása
Hispaniola szigetén, a Dominikai Köztársaság és Haiti területén honos. A természetes élőhelye szubtrópusi és trópusi száraz és nedves cserjések. Állandó, nem vonuló faj.

## Megjelenése
Testhossza 12-13 centiméter, testtömege 10,4-11 gramm.

## Életmódja
Rovarokkal és a gyümölcsökkel táplálkozik.

## Természetvédelmi helyzete
A Természetvédelmi Világszövetség Vörös listáján nem fenyegetett fajként szerepel.

## Külső hivatkozások
- Képek az interneten a fajról
- Xeno-canto